# 聖西爾韋斯特雷德科錢區
6°56′32″S 78°43′31″W / 6.9421°S 78.7253°W
聖西爾韋斯特雷德科錢區（西班牙語：Distrito de San Silvestre de Cochán），是秘魯的一個區，位於該國北部卡哈馬卡大區的聖米格爾省，始建於1966年1月8日，面積131.6平方公里，海拔高度2,900米，2005年人口4,813，人口密度每平方公里37人。